# Motorola A780
Das Motorola A780 ist ein von Motorola produziertes klappbares Mobiltelefon. Das auf Linux basierende Smartphone ist in einer asiatischen und seit August 2005 auch in einer europäischen Version (auch A780+ genannt) erhältlich. Die europäische Version unterscheidet sich von der asiatischen durch das Fehlen der Spracherkennung und das Vorhandensein eines integrierten Navigationssystems. Das A780 verfügt über einen Touchscreen mit einer Auflösung von 240 × 320 Pixeln. Im geschlossenen Zustand ist dieser durch ein Fenster in der Klappe teilweise sichtbar. Über die numerische Tastatur, die sich auf der Klappe unter dem Fenster befindet, können die Basisfunktionen des Telefons auch bei geschlossener Klappe aufgerufen werden.
Das A780 zeichnet sich gegenüber anderen Smartphones durch eine geringe Größe von 107 × 54 × 24 mm, einen günstigen Preis und eine hohe Systemstabilität aus. Kritisiert wurde es aufgrund der unausgereiften PIM-Funktionalität, des eingeschränkten Angebots an zusätzlicher Software und der Akkulaufzeit (diese beträgt je nach Nutzung und Displayeinstellungen zwei bis vier Tage; bei der Verwendung von bestimmten SIM-Karten des Netzbetreibers O₂ muss GPRS aktiviert sein, sonst sinkt die Akkulaufzeit drastisch). Andererseits wird es von den Kunden wegen seines Mobilinux-Betriebssystems und den damit verbundenen Möglichkeiten geschätzt.

## Navigationssystem
Das A780 verfügt über einen integrierten GPS-Empfänger, der zusammen mit der Software CoPilot von ALK Technologies das Navigieren per Satellitenortung ermöglicht. Die Funktion des Navigationssystems ist dabei zunächst auf eine von neun wählbaren europäischen Regionen eingeschränkt, kann aber durch eine kostenpflichtige Freischaltung auf ganz Europa ausgeweitet werden. Ein Update des Kartenmaterials oder der zugehörigen PC-Software, die es erlauben würde, Kartenmaterial ins Handy einzuspielen, wurde vom Hersteller ALK Technologies nicht produziert. Ein Erwerb aktuellen Kartenmaterials ist A780-Besitzern daher nicht möglich.

## Daten
| Kenngröße         | Datum                                                                         |
| ----------------- | ----------------------------------------------------------------------------- |
| Funknetz          | GSM Quadband 850/900/1800/1900 MHz                                            |
| Maße              | 107 × 54 × 24 mm                                                              |
| Gewicht           | 130 g                                                                         |
| Display-Auflösung | 240 × 320 Pixel                                                               |
| Display-Farbtiefe | 65.536 Farben (16bit)                                                         |
| Akkulaufzeit      | 50 – 90 h                                                                     |
| Speicher          | Intern: 40 MB, Erweiterung durch TransFlash-Speicherkarten (microSD)          |
| Betriebssystem    | Mobilinux                                                                     |
| Netzverbindung    | GPRS Klasse 10, EDGE                                                          |
| Schnittstellen    | Bluetooth, USB                                                                |
| SAR-Wert          | SAR 0,74 W/kg                                                                 |
| Besonderheiten    | 1.3 Megapixel Kamera, mp3-Player, GPS/Navigationssystem, Handschrifterkennung |